# New Red Archives
New Red Archives es un sello discográfico independiente con sede en San Francisco, California. Es principalmente un sello de bandas de estilo punk rock. 
Se inició en 1987 produciendo vinilos de géneros como el punk y el hardcore. La discográfica ahora trabaja con CD y vinilo, a través de la empresa de distribución Lumberjack Mordam Music Group.

## Grupos
- Accustomed To Nothing
- Anti-Flag
- Badtown Boys
- Christ On A Crutch
- Corrupted Ideals
- Crucial Youth
- Dead Lazlo's Place
- Dehumanized
- Hogans Heroes
- Jack Killed Jill
- Kraut
- No Use for a Name
- Nukes
- Reagan Youth
- Samiam
- Snap-Her
- Social Unrest
- Squat
- Ten Bright Spikes
- Ultraman
- UK Subs